# Franciszek Kasparek
Franciszek Kasparek, né le 29 octobre 1844 à Sambor dans le Royaume de Galicie et de Lodomérie (depuis 1991 en Ukraine) et mort le 4 août 1903 à Cracovie en Pologne, est un juriste polonais, professeur et recteur de l'université Jagellonne, fondateur de la première chaire de droit international en Pologne et membre de l'Académie polonaise des arts et sciences.

## Biographie
Il étudie le droit à l'Université de Lwow (1862–1865) puis à l'Université Jagellonne de Cracovie (1865–1866). Il défend sa thèse en 1869 et devient professeur adjoint au Département de philosophie du droit et de droit des Nations en 1871. Il est professeur agrégé l'année suivante. Nommé professeur titulaire en 1875, il est doyen à quatre reprises (1875-1876, 1882-1883, 1887-1888, 1897-1898), vice-recteur (1889/1890) puis recteur (1888/1889) de l'université Jagellonne. Il plaide pour l'admission des femmes dans les facultés de droit.
Membre correspondant (1882) puis membre (1891) de l'Académie polonaise des arts et sciences, il en est le secrétaire du Comité juridique de 1883 à 1891. Il est parmi les membres fondateurs de la Société du Barreau de Cracovie (1883) et travaille également, comme correspondant, à l'Institut de Droit international à Bruxelles. Il est conseiller de la ville de  Cracovie en 1884. Il était un membre actif de la Croix-Rouge.
Ses domaines de recherches portaient sur les conventions internationales, le droit administratif, le droit positif, le droit international et le droit politique. Il fonde la première chaire de droit international en Pologne. Il a donné une définition de la philosophie du droit, qu'il a décrit comme la science des règles générales pour tous les domaines du droit positif et est l'auteur d'une terminologie juridique.
Mort le 4 août 1903 à Cracovie, il est enterré au cimetière Rakowicki.

## Famille
Il est le fils de Józef Kasparek, caissier du district de Sambor, et de Karolina Dittrich. Son frère est Jan Rudolf Kasparek (1824-1890), magistrat et staroste du comté de Chrzanów. Son beau-frère est le biologiste et professeur Maksymilian Nowicki et il est l'oncle du poète et alpiniste Franciszek Nowicki. 

Franciszek épouse la baronne Olga Budwińska (1847-1890), fille du baron Wacław Wincenty Budwiński (1816-1879), Président de la Cour National de Cracovie et de Filipina de Mosing (1818-1902). Leur fille Ida épouse en 1898 Cipa Godebski, fils du sculpteur Cyprien Godebski (1835-1909).